# Cattleya hoehnei
Cattleya hoehnei é uma espécie de planta do gênero Cattleya e da família Orchidaceae.  
Pertence a Cattleya série Parviflorae. Esta espécie, de flores amarelas, é frequentemente cultivada com o nome de Laelia mixta, e é relacionada a outras espécies do Espírito Santo e leste de Minas Gerais, tais como Cattleya gloedeniana, Cattleya macrobulbosa e Cattleya vasconcelosiana. A prancha original de Hoehne, mostra pseudobulbos de formato muito peculiar, com uma dilatação piriforme na base e um prolongamento cilíndrico muito de altura, porém na maioria das populações os pseudobulbos apresentam um formato mais comum no grupo, cilíndrico com a base um pouco dilatada e múltiplos entrenós. Floresce no final do inverno, com pico em agosto e setembro.  

## Taxonomia
A espécie foi descrita em 2008 por Cássio van den Berg. 
Os seguintes sinônimos já foram catalogados:  
- Laelia mixta  Hoehne
- Hoffmannseggella mixta  (Hoehne) Chiron & V.P.Castro
- Sophronitis mixta  (Hoehne) Van den Berg & M.W.Chase

## Forma de vida
É uma espécie rupícola e herbácea. 

## Descrição
Esta espécie se diferencia de Cattleya gloedeniana pela floração no inverno e hastes mais curtas, e de Cattleya macrobulbosa pelas partes vegetativas menos robustas.  
| Caule                                                | Caule                            |
| ---------------------------------------------------- | -------------------------------- |
| planta                                               | cespitosa                        |
| número de entrenós do rizoma                         | desconhecido                     |
| Folha                                                |                                  |
| número                                               | 1                                |
| forma                                                | oblonga/lanceolada               |
| Inflorescência                                       |                                  |
| inflorescência em pseudobulbo diferenciado sem folha | não                              |
| bráctea espataceo                                    | simples                          |
| número de flores                                     | 5/6/7                            |
| Flor                                                 |                                  |
| cor das pétalas e sépalas                            | amarelo forte/laranja amarelado  |
| forma do labelo                                      | trilobado                        |
| cor do lobo mediano do labelo                        | amarelo escuro/laranja amarelado |
| cor dos lobos laterais do labelo                     | amarelo escuro/laranja amarelado |

## Conservação
A espécie faz parte da Lista Vermelha das espécies ameaçadas do estado do Espírito Santo, no sudeste do Brasil. A lista foi publicada em 13 de junho de 2005 por intermédio do decreto estadual nº 1.499-R. 

## Distribuição
A espécie é encontrada no estado brasileiro de Espírito Santo. 
Em termos ecológicos, é encontrada no domínio fitogeográfico de Mata Atlântica, em regiões com vegetação de vegetação sobre afloramentos rochosos.